# Hondsrug
De Hondsrug is een langgerekte heuvelrug in Drenthe en Groningen die zich van het zuidoosten van Emmen (omgeving Weiteveen) tot in de stad Groningen uitstrekt. Hij maakt deel uit van een groter geheel van zandruggen en stroomdalen in Drenthe en Groningen dat wel het Hondsrugsysteem wordt genoemd. De Hondsrug vormt, samen met een deel van het omringende gebied, een van de twee Geoparken van Nederland.

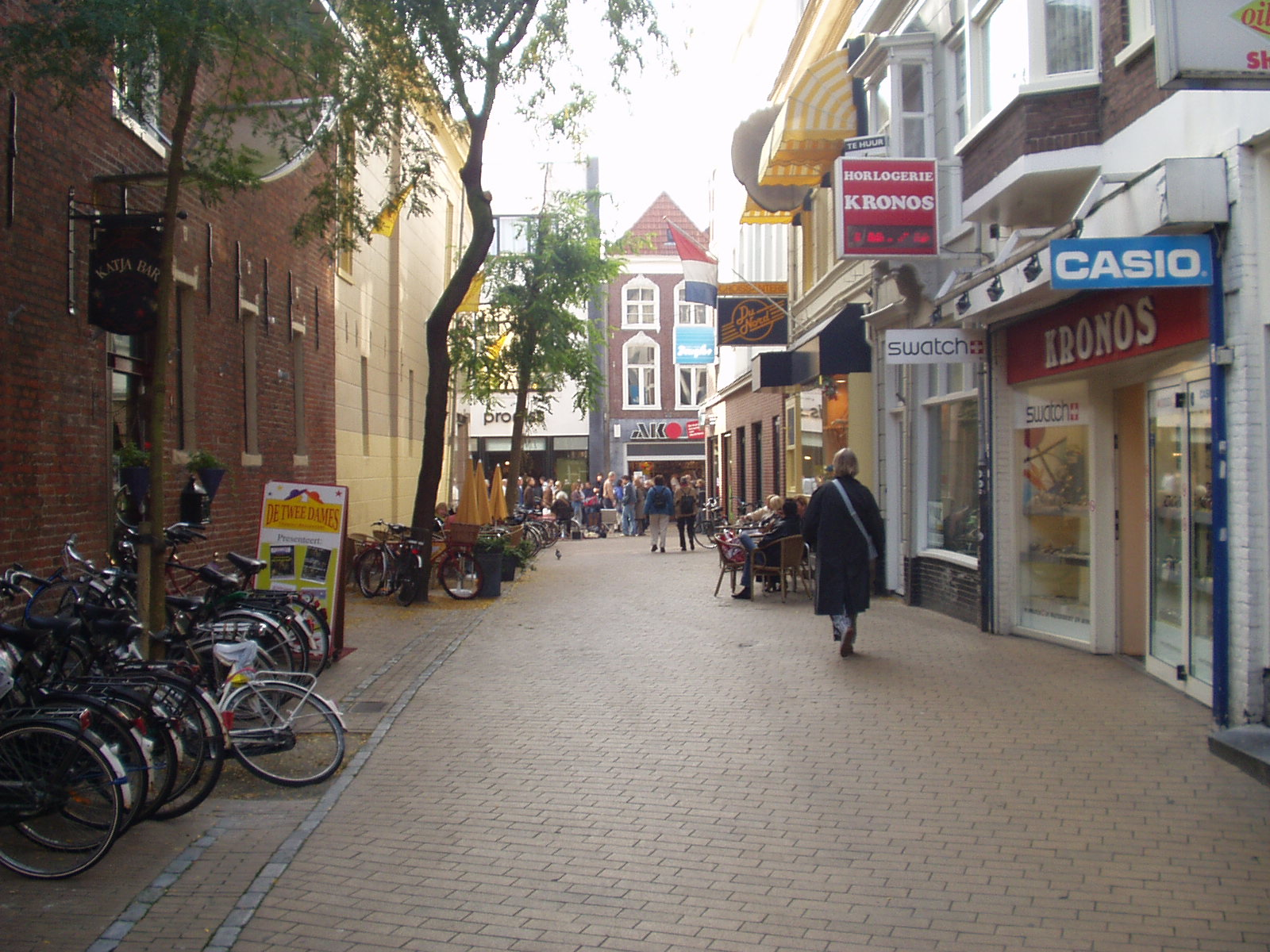
Het Hoogstraatje in Groningen, de hoogste noordelijke heuvel van de Hondsrug

De Hondsrug heeft een lengte van 70 kilometer en een gemiddelde hoogte van 20 meter boven NAP. Niettemin is het grootste deel van de Hondsrug slechts enkele meters hoger dan de omliggende 'dalen'.
Het (toenmalige) dorp Groningen ontstond op het noordelijke uiteinde van de Hondsrug. De hoogste noordelijke 'heuvel', zo'n 9 meter boven NAP, is duidelijk te zien in de Herestraat. Vandaar dat de zijstraat op het hoogste punt Hoogstraatje heet. Nog iets noordelijker is een kleinere heuvel te vinden, op de top daarvan ligt de Nieuwe Kerk. De Hondsrug eindigt bij de Wilgenlaan in Groningen.

## Toppen
De zuidelijkste top is het Haantjeduin bij Emmen en met 31 m boven NAP het hoogste natuurlijke punt van Drenthe.
Andere toppen zijn: De Leewal bij Exloo (28 m), De Kwartjesberg bij Drouwen (25 m) en twee naamloze hoogtes ten zuiden van Exloo, op de Kleine Esch (25 m) en ten oosten van Odoorn, bij het Engelsveenbos (26 m).

## Ontstaan
De Hondsrug is de meest prominente rug in een complex van meerdere parallel lopende, langgerekte ruggen. De andere, lagere, ruggen zijn: de Rug van Tynaarlo, de Rolderrug, de Rug van Zeijen, de Rug van Noordhorn en de Rug van Norg. Tegenwoordig worden de Hondsrug en de parallel lopende ruggen beschouwd als zogeheten megaflutes. Deze kaarsrechte subglaciale ruggen zijn onder invloed van de Hondsrug-Hümmlingstroom gevormd in de laatste fase van de voorlaatste ijstijd: het Laat-Saalien (ca. 150.000 tot 130.000 BP). De ruggen bestaan uit door het landijs meegevoerde keileem, maar ook uit oudere afzettingen uit het Elsterien. De Hondsrug liep vroeger van Emmen tot Baflo. Aan oostzijde van de Hondsrug ontstond echter tijdens het Eemien het Hunzedal. De smeltwaterstromen binnen dit dal braken tijdens het Eemien tussen Sauwerd en Groningen door de Hondsrug en deden ter plekke de Koningslaagte ontstaan. Tijdens het Holoceen werd het noordelijke restant overdekt met klei.
Oudere hypotheses gingen ervan uit dat de Hondsrug beschouwd kan worden als een stuwwal. Aanwijzingen voor stuwing zijn echter slechts gevonden in het zuidelijk deel van Hondsrug, bij Emmen. Gezien de kaarsrechte vorm van de ruggen ligt het meer voor de hand om de Hondsrug als een complex van megaflutes te beschouwen. In een andere visie werd verondersteld dat tektonische activiteit ten grondslag lag aan het voorkomen van de ruggen in het landschap. In de diepe ondergrond aanwezige oude breuken zouden recentelijk gereactiveerd zijn, waar dan bij verschuivingen langs deze breukvlakken de ruggen werden gevormd. Deze breuken zijn dan uitlopers van de Beneden-Rijnslenk. Uit seismisch onderzoek zijn echter geen resultaten gebleken die wijzen op de aanwezigheid van breuken in de ondergrond die overeenkomen met de ligging van de ruggen aan de oppervlakte.

## Flora en fauna
Het gebied bestaat uit naald- en loofbossen, meren, weides, dorpen, beken, stuifzanden, heiden en akkers. Binnen of bij het gebied zijn vijf natuurgebieden als Natura 2000-gebied aangewezen: (Zuidlaardermeer, Drentsche Aa, Bargerveen, Drouwenerzand en Elperstroom). In deze gebieden komen verschillende zeldzame planten- en diersoorten voor, zoals de stengelloze sleutelbloem, het gentiaanblauwtje, de welriekende nachtorchis, de kamsalamander en de grauwe klauwier.

## De naam
De naam zou een verbastering zijn van Hunze-rug. De rivier de Hunze loopt ten oosten van de zandrug. De verhoging is vanaf daar het beste waar te nemen.
Voor de 19e eeuw werd de Hondsrug ook wel aangeduid met de naam Bisschopsrug.